# Mosaicarum et Romanarum legum collatio
Mosaicarum et Romanarum legum collatio (in der rechtshistorischen Literatur meist Lex Dei, quam praecepit Dominus ad Moysen genannt, kurz: Lex Dei; übersetzt sinngemäß: Vergleich der alttestamentarischen und römischen Gesetze) ist der Titel eines anonymen spätantiken Rechtswerkes aus dem ausgehenden 4. Jahrhundert, möglicherweise sogar erst Anfang des 5. Jahrhunderts. Die Collatio ist dabei weniger Rechtsliteratur an sich, eher Synoptikum zahlreicher Bestimmungen zur älteren biblischen Überlieferung Mose, mithin eine religionspolitische Streitschrift.
Mehrere Faktoren sprechen für Rom als Entstehungsort; vermutlich wurde ein stadtrömisches Archiv benutzt. Das Werk gehört in die Zeit des nachklassischen Rechts. Inhalt des Werks sind vornehmlich Regeln zum Straf- und Privatstrafrecht, und bis zu seinem Abbruch das gesetzliche Erbrecht als privatrechtlicher Themenbereich. 

## Werksgeschichte
In dem aus 16 Titeln bestehenden Werk werden einigen Geboten des jüdischen Rechtes (Tora) entsprechende Passagen des Römischen Rechts gegenübergestellt. Vornehmlich befasst sich das Werk mit strafrechtlichen Normen. Die Titel der Kompilation beginnen grundsätzlich mit einem Auszug aus dem Deuteronomium, dem Auszüge aus den Werken der Zitierjuristen Gaius, Modestin, Papinian, Iulius Paulus (wohl auch Pseudo-Paulus), Ulpian (und Pseudo-Ulpian), sowie Dem folgen Kaiserkonstitutionen der Kodizes Gregorianus und des Hermogenianus.
Die Inskriptionen sind Detlef Liebs zufolge nicht so einheitlich erfolgt wie im Vorgängerwerk, den Fragmenta Vaticana. Diese stammt aus einer Zeit, in der sich das Christentum erst angefangen hatte mit Fragen zur Setzung von Recht auseinanderzusetzen. In der Collatio ist die sprachliche Anlehnung an den Pentateuch daher deutlich besser erkennbar, zum einen weil das Christentum als Staatsreligion nun anerkannt war, wohl aber auch, weil das Neue Testament keine Rechtssätze propagierte. Ausweislich des Forschungsstands hielt Sulpicius Severus gegen 400 n. Chr. in seiner Weltchronik fest, dass bereits der Christ Tertullian darauf hingewiesen habe, dass das mosaische Recht (Zehn Gebote) eine höhere Priorität als das römische habe. Insoweit greife (nach Liebs) auch nicht die von Fritz Schulz hervorgehobene Auffassung, es handle sich um eine, den Fragmenta Vaticana vergleichbare, juristische Exzerptensammlung, denn der biblische Gebotscharakter war den vorangegangenen Konstitutionen noch fremd.
Verfasser und Zweck des Werks sind nicht bekannt. Hyamson vermutet dahinter einen Kleriker, der an einem italienischen Bischofssitz arbeitete. Als Entstehungszeitraum wird unter den Forschern eine Datierung zwischen 389 und 438 diskutiert. Hinweisen auf historische Umstände folgend, betrachtet Liebs die Jahre zwischen 394 und 410 als den wahrscheinlichsten Entstehungszeitraum. Ulrich Manthe hält es für sehr wahrscheinlich, dass ein jüdischer Verfasser die Vereinbarkeit des römischen Rechts mit dem Christentum unter Beweis stellen wollte. Er identifiziert mehrere Dubletten, fast synonyme Textelemente, die auf Irrtum oder Absicht beruhen können und stellt in Frage, ob der überlieferte Text der Collatio abschließend ist, möglicherweise nie abgeschlossen wurde. Die bereits von Edoardo Volterra aufgestellte These eines jüdischen Autors wird beispielsweise von Liebs abgelehnt; er sieht ebenfalls christliche Interessen am Werk.
860 nutzte der erzbischöfliche Gelehrte und Ratgeber Karls des Kahlen, Hinkmar von Reims, zwei Passagen der Collatio für ein Gutachten mit dem Titel De divortivo Lotharii regis et Thetbergae reginae. Die Handschrift vertritt sich durch drei Exemplare, die so genannte „Berliner Handschrift“, die Ende des 9., Anfang des 10. Jahrhunderts in Norditalien entstanden sein dürfte, das „Vercelli-Exemplar“ und die so genannte „Wiener Handschrift“. Die beiden letzteren stammen gewiss aus dem 10. Jahrhundert. Fritz Schulz geht bei allen Exemplaren davon aus, dass sie im 8. Jahrhundert geschrieben worden sind, lange nach der Abfassung der Collatio.
Während der Zeit des christlichen Früh- und Hochmittelalters konnte sich die Collatio wohl behaupten, unterlag in ihrer Bedeutung allerdings den Digesten, nachdem diese durch die Gelehrten der Glossatoren und späteren Kommentatoren eine Renaissance als nachhaltiges Nachschlagewerk erfuhren.